# بکرل
بکرل(به انگلیسی: becquerel) (نماد Bq)یکای فرعی اس‌آی برای بیان شدت پرتوزایی است. این مقدار برابر تعداد هسته‌های واپاشی شده در ثانیه است. واحد بکرل معادل s−1(وارون ثانیه) است. نام بکرل به افتخار هانری بکرل کاشف پرتوزایی گذاشته شده‌است.

## تعریف
۱ Bq = ۱ s−۱
این یکای اس‌آی به افتخار هنری بکرل نامیده شده‌است. همان‌گونه واحدهای دیگر نیز نامیده شده‌اند, اولین حرف این واحد بزرگ است (Bq). هر واحد اس‌آی که در خارج از زبان انگلیسی به کار می‌رود باید حرف اول آن کوچک باشد (بکرل), به جز موارد خاصی که مثلا در ابتدای جمله باشد. نکته اینکه"درجه سلسیوس" باید با بزرگ نوشته شود زیر حرف اول درجه (d) کوچک است.
— برپایه اداره بین‌المللی استاندارد واحدها, بخش 5.2.